# Hexenhaus (Hinteressach)
Das Hexenhaus in Hinteressach bei Neukirch wurde 1957 vom ehemaligen Kirchenmaler Melchior Setz (1904–1989) erbaut und sorgte Zeit seines Lebens für geringschätzige und belächelnde Reaktionen im westallgäuer Umland und bäuerlich geprägter Nachbarschaft.
Erst ab den 1970er Jahren und nach seinem Tod wuchs die Erkenntnis über das Besondere an dem allseits als „Hexenhaus“ oder „Hexenhäusle“ bekannt gewordenen Haus. Das Landesarchiv Baden-Württemberg führt Setz als Bildhauer.

## Architektur
Ein Bericht der Schwäbischen Zeitung beschreibt das Haus und die Aussagekraft von Setz wie folgt:
Der urwüchsige und fabulierfreudige Künstler hat hier von 1957 bis zu seinem Tod seine eigene farbenfreudige Figurenwelt geschaffen: Bis heute tummeln sich seine Geister, Hexen, Kobolde und verschiedenste Zwitterwesen an dem Haus.

## Melchior Setz
Melchior Setz gestaltete das Hexenhaus 1957 nach seinen unorthodoxen Kunstvorstellungen. Setz schlug sich Zeit seines Lebens mühevoll mit Maler und Tapezierarbeiten im Umland durch, um seine fünfköpfige Familie durchzubringen. Zitat vom Türrahmen: Ich bin der Malermeister Setz, ich tät gut leben, wenn ich's hät. Die Biolandwirtschaft und Nachbarsfamilie Schupp übernahm 1994 nach Setzs Tod das Hexenhaus. Die Freiwillige Feuerwehr richtet seither jährlich ein Hexenfest in Gedenken an die Künstlerschaft aus.

## Galerie

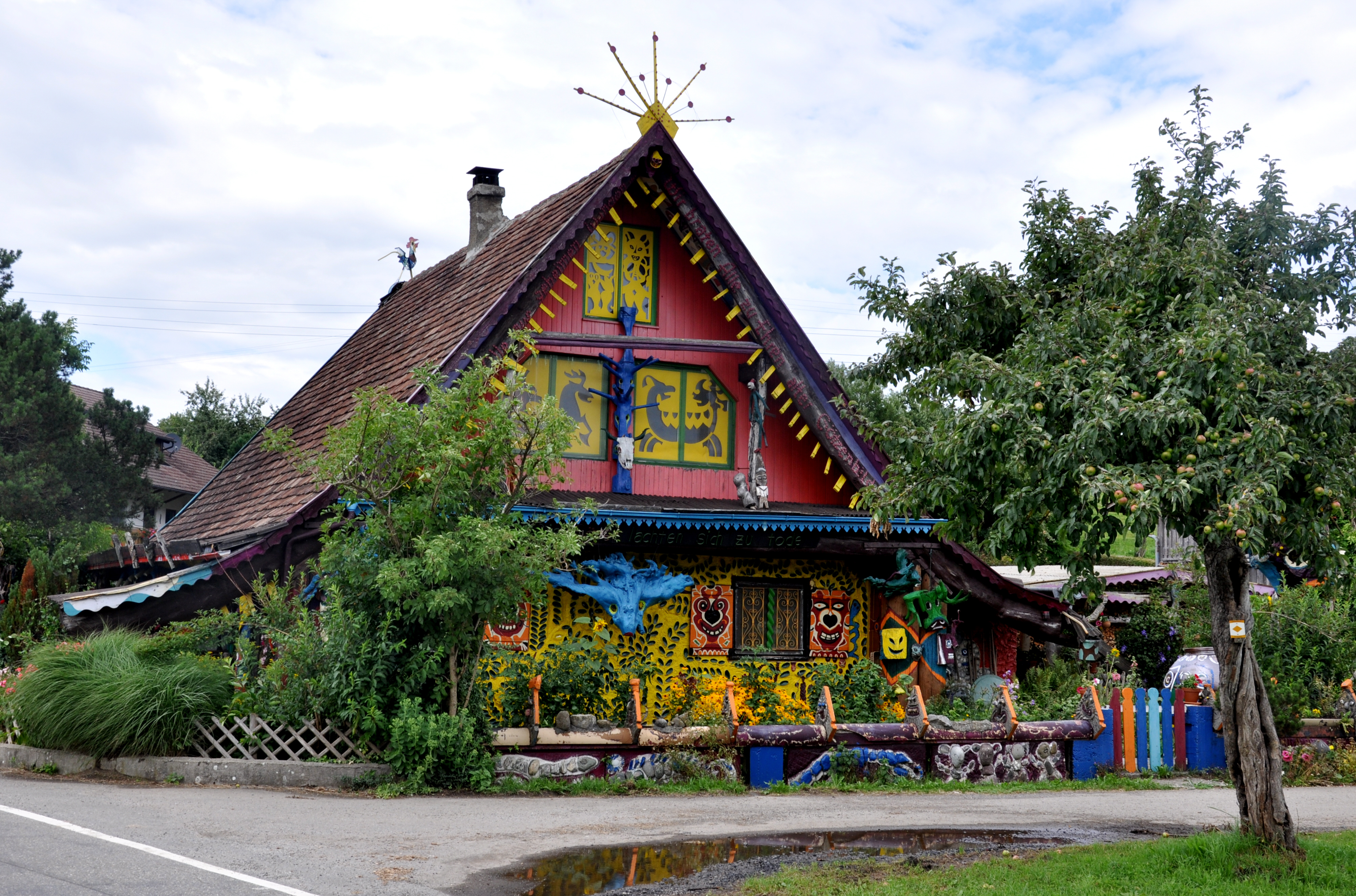
Giebelseite
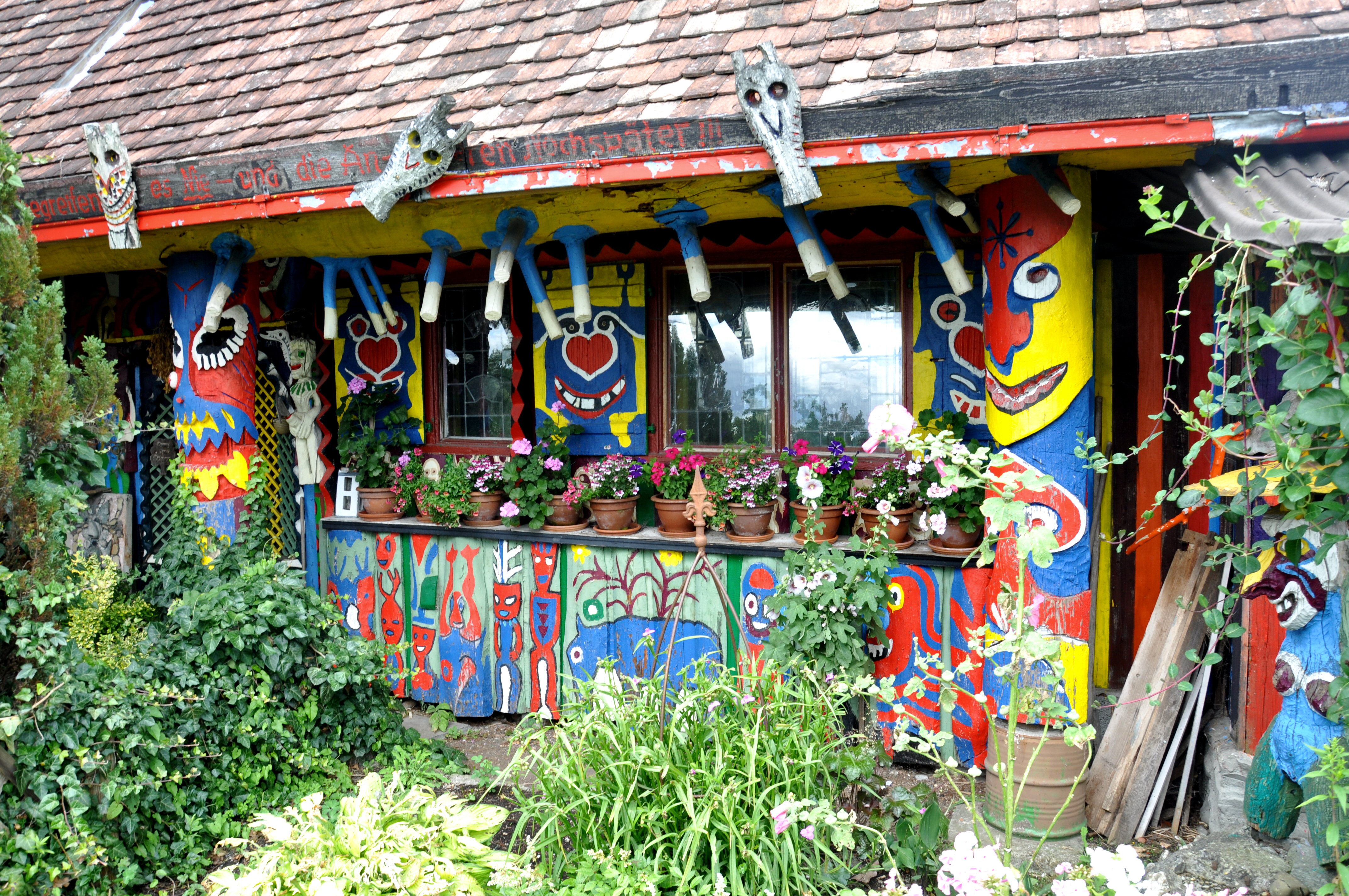
Eingangsseite
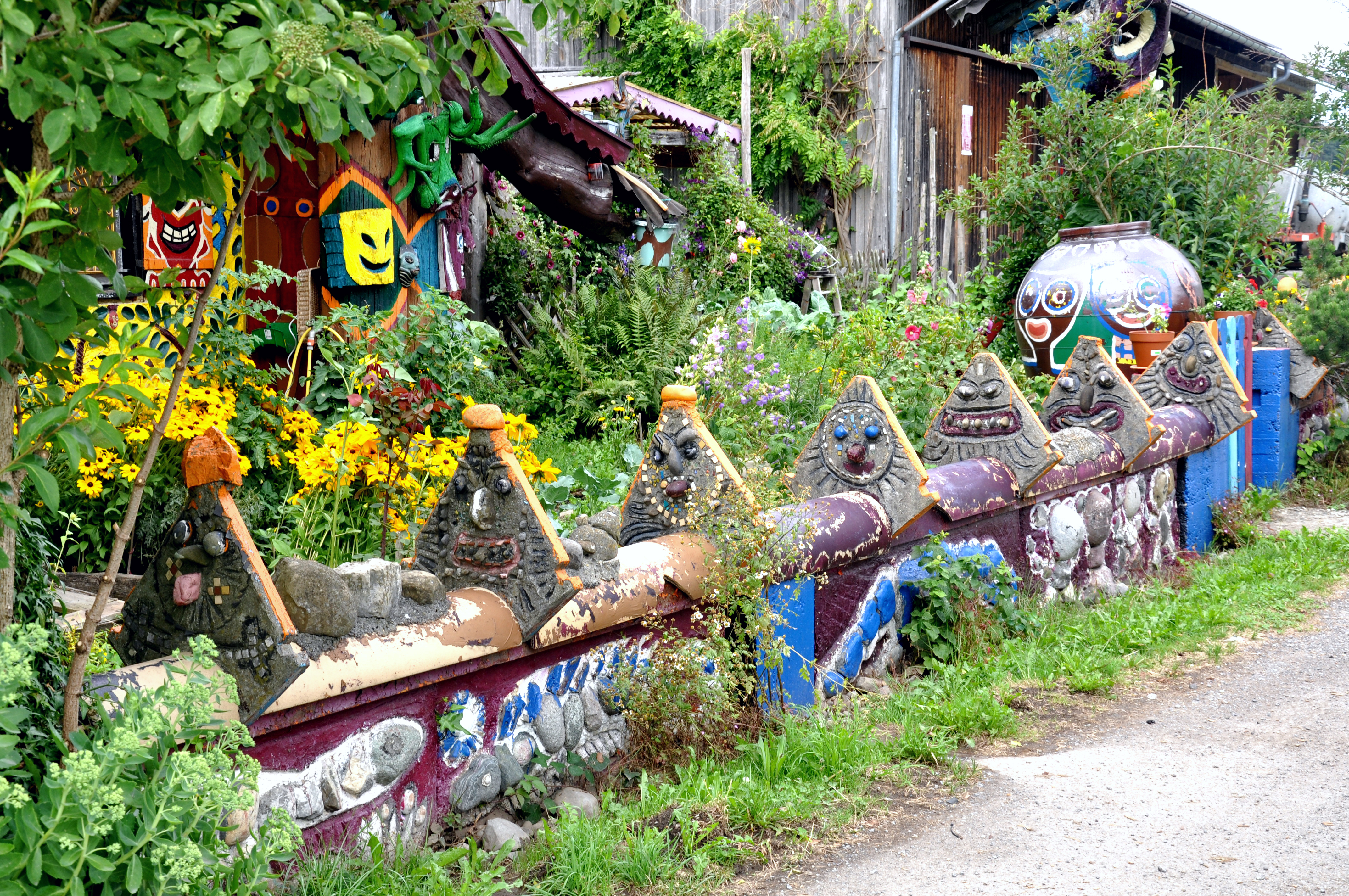
Gartenhag
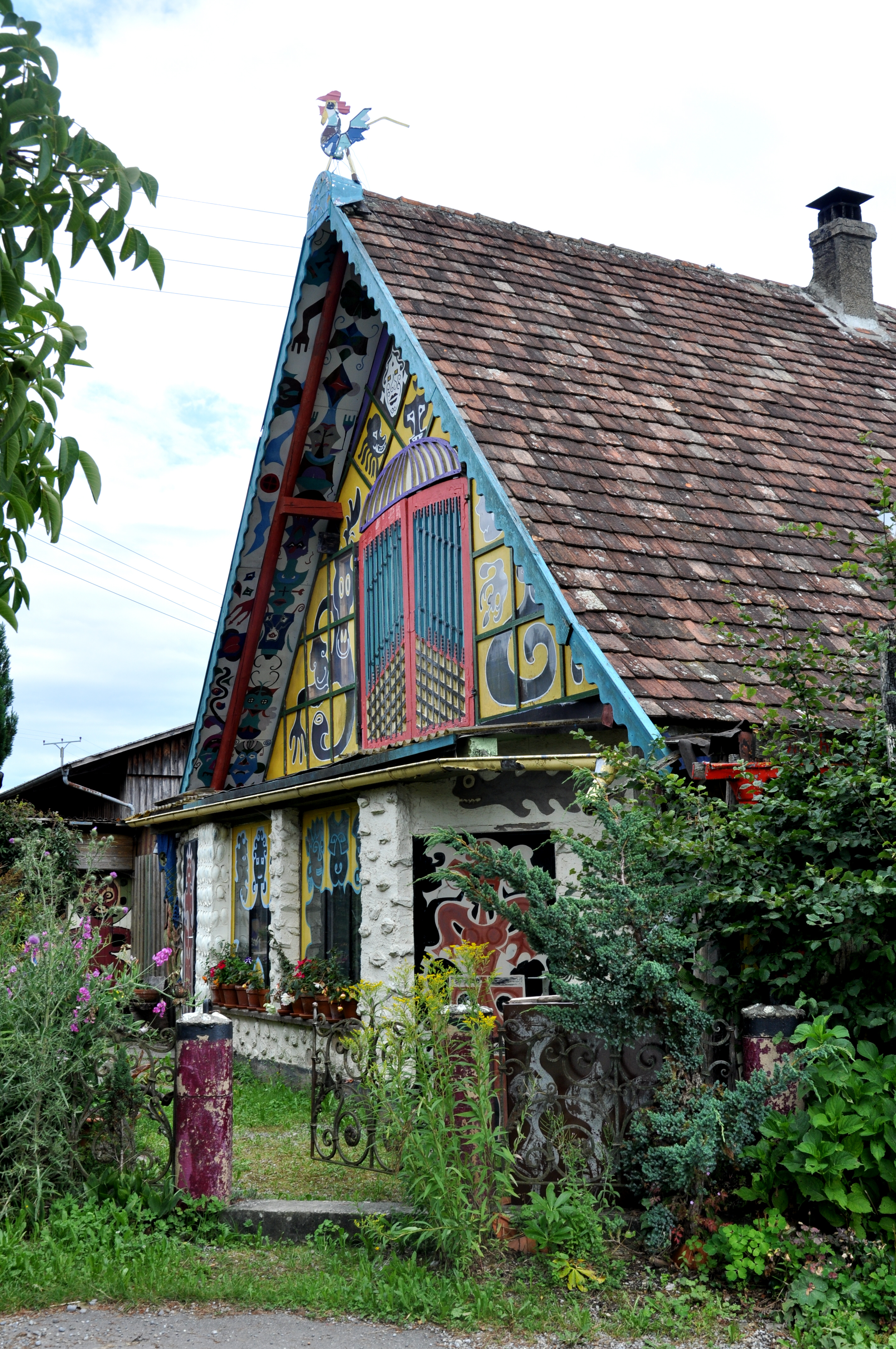
Nordseite